# 十兄弟怒海除魔
《十兄弟怒海除魔》（英語：The Ten Brothers vs The Sea Monster）是香港一部粵語長片，於1960年上映。背景是民國初年，十個擁有異能的兄弟消滅怪魚的遭遇。本片是1959年電影《十兄弟》的續作。

## 劇情
魔鬼湖有怪魚出現，村民無法打魚。劉大帥藉口邀請蝦哥率領十兄弟前往殺魚，好等怪魚對付蝦哥一家，以報在大帥府受辱之仇。蝦哥本著為民除害之心，欣然答應。雖然十兄弟本領高強，惟到了水中卻無從發揮，蝦哥更遭怪魚噬傷，情況令蝦嫂憂心不已。此時，有一隱士出現，不但把蝦哥傷勢治好，更指點他們往仙谷向石仙老人借取寶物去收伏怪魚。
仙谷位處險要，加上大帥沿途設置陷阱，蝦哥一家屢屢遇險。但十兄弟為表誠心，各人的超凡本領，一蓋不用，結果亦能克服重重難關，最後借得寶物，回來把怪魚消滅。當眾人勝利回來之際，大帥竟派軍隊放鎗，欲射殺蝦哥一家，卻反被十兄弟整治一番。

## 演員
- 蝦　哥：張　瑛
- 蝦　嫂：羅艷卿
- 隊　長：雷　鳴
- 劉大帥：石　堅
- 四姨太：葉　萍
- 千里眼：司馬華龍
- 大力三：金　雷
- 參謀長：高魯泉
- 順風耳：林魯岳
- 韌皮四：林　甦
- 飛天五：高　超
- 鐵頭六：朱由高
- 高腳七：陳耀林
- 遁地八：譚　天
- 大口九：曾楚霖
- 大喊十：袁立祥
- 士　兵：香　海
- 士　兵：鄧　祥
- 敢死隊：林　華
- 敢死隊：麥　仲
- 石仙老人：衛道明
- 隱　士：楊業宏
- 二叔公：檸　檬
- 四　公：李壽祺
- 金　福：張　浩
- 五　嬸：梁淑卿
- 小　珍：梁詠筠
- 漁　婦：鄭文霞
- 漁　婦：蕭　珍
- 副　官：吳　桐
- 牛　仔：張澍華
- 王　福：梁若呆

## 外部連結
- 香港影庫上《十兄弟怒海除魔》的資料（繁體中文）
- 时光网上《十兄弟怒海除魔》的資料（简体中文）
- 豆瓣电影上《十兄弟怒海除魔》的資料 （简体中文）
- 互联网电影数据库（IMDb）上《十兄弟怒海除魔》的资料（英文）